# Kollagen-Typ 2α1
Kollagen-Typ 2α1 ist ein Protein, das im menschlichen Organismus vom Gen COL2A1 codiert wird.
Kollagen-Typ II ist ein Homotrimer bestehend aus drei identischen α-Ketten, die jeweils vom COL2A1-Gen codiert werden und zusammen eine Tripelhelix bilden. Kollagen-Typ II ist Hauptbestandteil des Knorpels mit ca. 80 % Anteil am Gesamtkollagengehalt. Weiterhin kommt Kollagen-Typ II im inneren Gallertkern (Nucleus pulposus) und im Glaskörper vor.

## Pathologie
Es gibt mehr als 90 unterschiedliche Mutationen im COL2A1-Gen. Die durch Mutationen im COL2A1-Gen verursachten Erkrankungen haben je nach Gewebsverteilung von Kollagen-Typ II folgende klinische und radiologische Charakteristika mit unterschiedlicher Ausprägung:
- achsenbetonter Minderwuchs
- Dysplasie der Epi-(Meta)physen und der Wirbelkörper
- Gaumenspalte
- Augenbeteiligung mit Myopie und Retinadegeneration

Die Mutationen sind ausschließlich heterozyt und führen zu einem breiten phänotypischen Spektrum, das von der letalen Achondrogenesie Typ II bis zu milden familiären Arthrosen reicht. Diese werden unter dem Begriff „Typ-II-Kollagenopathien“ zusammengefasst.